# Великие Будки (археологический памятник)
Великие Будки  — археологический памятник, поселение колочинской археологической культуры. Памятник расположен вблизи села Великие Будки Недригайловского района Сумской области. Во время раскопок в 1981 году в верхнем слое заполнения полуземлянки производственного назначения найден клад VII века, в состав которого входили остатки серебряных украшений (фибулы, браслеты, гривны, большая пластинчатая подвеска со сложным орнаментом и др.), а также цельные изделия: парные пластинчатые фибулы и более 1200 мелких нашивных бляшек из оловянно-свинцового сплава. Клад свидетельствует о связи племён колочинской культуры с Подунавьем и Прибалтикой.